# Santuario di Santa Maria dell'Apparizione detta del Tommasone
Il santuario di Santa Maria dell'Apparizione (noto anche come santuario del Tommasone o Madonna del Riposo) è un luogo di culto mariano situato a Pandino, in provincia e diocesi di Cremona; fa parte della zona pastorale 1.

## Collocazione
Il moderno santuario si trova lungo la vecchia strada per Rivolta d'Adda, accanto ai resti di una più antica costruzione, ai margini settentrionali del centro abitato di Pandino.

## Origini del culto
Secondo la tradizione ad un giovane di nome Tommaso Damici nell'anno 1432 apparve la Madonna del Riposo in una località prossima alla cascina Falconera. Damici riuscì a convincere le autorità a costruire sul luogo dell'apparizione una cappella, entro la quale fu collocata una statua lignea.

## Vicende costruttive
Nel corso del XV secolo la cappella venne inglobata in un più ampio edificio, accanto al quale fu costruita anche l'abitazione per un eremita che provvedeva alla cura del luogo e all'ospitalità dei fedeli.
Grazie agli atti della visita pastorale compiuta dal vescovo monsignor Ignazio Maria Fraganeschi nel 1752 veniamo a sapere qualche dettaglio in più su come dovesse apparire l'edificio: aveva un andamento est-ovest, con la facciata rivolta ad occidente alla quale era addossato un portico parzialmente chiuso dalla cappella dell'apparizione con la statua lignea quattrocentesca, di seguito spostata sull'altare maggiore.
L'interno era ad aula unica con due altari laterali: a quello di sinistra era collocata la pala dell'assunzione di Maria, opera di Andrea Mainardi detto il Chiaveghino, oggi conservata presso la chiesa parrocchiale. L'altare di destra era dedicato a san Rocco. Il resto della chiesa doveva apparire interamente affrescato.
Dietro l'altare si trovava il coro con le principali aperture della chiesa.
Sulla destra della chiesa si trovava la casa dell'eremita, sulla sinistra una fonte di acque benedetta.
Il culto verso questo santuario declinò verso la metà del XVIII secolo, quindi il santuario fu soppresso, sconsacrato e venduto a privati che lo trasformarono in cascinale. Il denaro ottenuto dalla vendita fu impiegato per la costruzione della nuova chiesa parrocchiale.
Verso gli inizi degli anni novanta del XX secolo la parrocchia, soprattutto per volontà dell'allora parroco monsignor Gino Alberti, si impegnava a costruire accanto ai ruderi dell'antico edificio un nuovo santuario ad opera dell'arch. Claudio Bettinelli di Crema che aveva vinto il concorso d'architettura appositamente indetto.
La prima pietra fu posata il 23 aprile 1995, la consacrazione avvenne il 5 ottobre 1997 alla presenza del vescovo di Cremona, monsignor Giulio Nicolini.

## Caratteristiche
I ruderi dell'antico edificio sono stati recuperati e ristrutturati. Dell'antico santuario rimane solo una parte della parete settentrionale, verso l'angolo con la controfacciata, sulla quale sono stati rimessi in luce alcuni affreschi raffiguranti san Fermo, i santi Gioacchino e Anna, san Defendente, san Carlo Borromeo in adorazione della Madonna di Loreto, santa Margherita e santa Lucia.
Nel contesto di una vasta area verde molto curata e con spazi porticati, a pochi metri dal vecchio santuario, fu costruito nella seconda metà degli anni '90 il nuovo edificio ad opera dell'arch. Claudio Bettinelli. È una chiesa moderna, dagli spigoli arrotondati, sulla quale emerge una copertura con cinque vele crescenti che si elevano fino al punto massimo nel luogo dove è conservata il Santissimo Sacramento. Lo slancio delle vele è proseguito idealmente dal campanile, composto da due lame di calcestruzzo.

## Galleria d'immagini

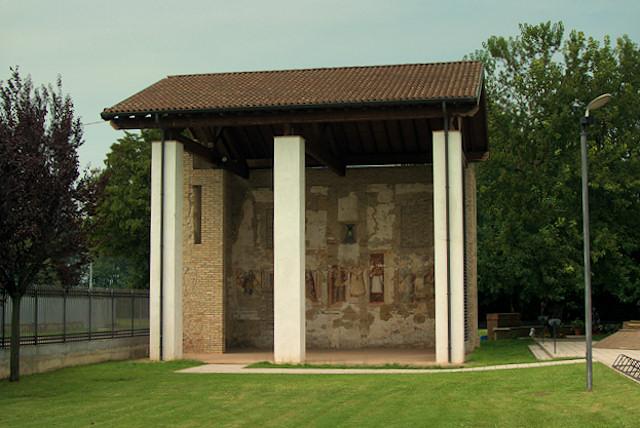
I resti del vecchio santuario del Tommasone
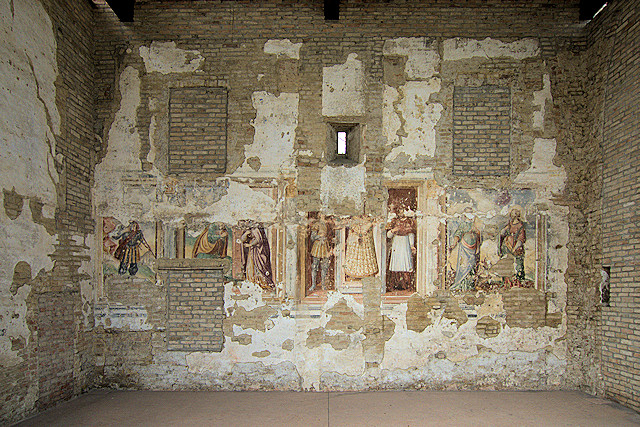
Gli affreschi residui
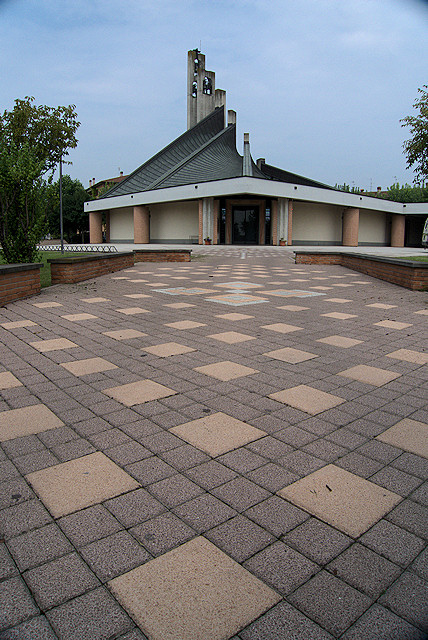
Veduta del nuovo santuario
Statua di don Gino Alberti, principale sostenitore della costruzione del nuovo santuario